# Organisation des États américains
Pour les articles homonymes, voir Oea.
L'Organisation des États américains (OEA ; en anglais : Organization of American States ; en espagnol : Organización de los Estados Americanos ; en portugais : Organização dos Estados Americanos) est une organisation intergouvernementale créée en 1948 et située à Washington, qui regroupe la plupart des gouvernements des États d'Amérique. Les États membres se fixent des politiques et objectifs importants dans le cadre de l'Assemblée générale, qui réunit les ministres des Affaires étrangères du continent une fois par an.

## Histoire
Le 30 avril 1948, lors de la onzième conférence panaméricaine de Bogota, 21 nations de l'Amérique ont signé la charte de l'OEA, appelée aussi Charte de Bogota, affirmant par là leur engagement vers la réalisation de buts communs et leur respect de la souveraineté de chaque nation. Elles ont également adopté la Déclaration américaine des droits et devoirs de l'Homme (en), la première déclaration internationale en son genre.
En pratique, l'Organisation est dès le début dirigée contre la pénétration communiste, aboutissant la décision d'exclure Cuba de sa participation au Système interaméricain le 31 janvier 1962. En revanche, aucune des dictatures militaires latino-américaines n'a été écartée de l'organisation. Cuba réintégra l'organisation en 2009 sous un statut spécial.
L'OEA s'est globalement alignée sur les positions du gouvernement américain tout au long de la guerre froide. Dans de rares cas cependant, elle s'est opposée aux États-Unis : pendant les conflits maritimes qui opposent les États-Unis à l’Équateur et au Pérou à la fin des années 1960, lors de la guerre des Malouines en 1982, et au moment de l'invasion du Panama par l’armée américaine en 1989.
Dans les années 2000, l'arrivée au pouvoir de la gauche dans plusieurs pays latino-américains conduit, en 2005, à l'élection à la tête de l'OEA, pour la première fois dans l'histoire de l’organisation, d'un secrétaire général non soutenu par le gouvernement américain : le chilien José Miguel Insulza. D’après un diplomate ayant suivi de près les ultimes tractations, « de nombreux éléments indiquent que, avant de lui laisser le champ libre, les États-Unis ont obtenu des engagements de la part d’Insulza, comme du gouvernement chilien, particulièrement en ce qui concerne la politique que mènera l’OEA à l’égard du Venezuela et de Cuba ».
En 2008, douze pays latino-américains constituent l'Unasur pour se substituer à l'OEA et à la domination exercée par les États-Unis sur cette organisation.
Les années 2010 voient la droite revenir au pouvoir dans la majorité des pays du continent, ce qui donne une impulsion plus conservatrice à l'OEA. Celle-ci est célébrée par Mike Pompeo, le ministre américain des Affaires étrangères, comme un « retour à l'esprit de l'OEA des années 1950 et 1960 » (déclaration faite le 17 janvier 2020). Luis Almagro, secrétaire général de l'organisation, se montre partisan d'une « ligne dure » à l'égard du Venezuela et évoque l'hypothèse d'une intervention armée contre ce pays. Le 24 octobre 2019, il dénonce le rôle de Cuba et du Venezuela dans la vague de « déstabilisations » que connaissent l’Équateur, la Colombie et le Chili : « Les brises du régime bolivarien impulsées par le madurisme et le régime cubain portent de la violence, des saccages, de la destruction, et l’intention politique d’attaquer directement le système démocratique et de forcer l’interruption des mandats constitutionnels. » Cinq jours plus tard, il félicite le président équatorien Lenín Moreno pour la façon dont il a affronté le mouvement social. Surtout, l'OEA contribue de façon très controversée au renversement du président bolivien Evo Morales en novembre 2019, l'accusant de fraude électorale, sans toutefois ne jamais étayer cette accusation,.
Le 24 avril 2022, le président du Nicaragua Daniel Ortega annonce que son pays quitte l’OEA et ferme ses bureaux à Managua.

## Objectifs
Le but de l'organisation est de défendre la démocratie et les droits humains, de renforcer la sécurité du territoire, de lutter contre les trafics de drogue et la corruption, ainsi que d'aider aux échanges entre les différents pays de l'Amérique.
L'OEA fait pourtant l'objet de critiques sévères de la gauche latino-américaine : le Forum de São Paulo la qualifie ainsi de « ministère des Colonies » des États-Unis. En 2018, Temir Porras Ponceleón, politologue et vice-ministre des Affaires étrangères de Nicolás Maduro, la qualifie de « bras exécutif du projet "panaméricain" de Washington ».

## Fonctionnement

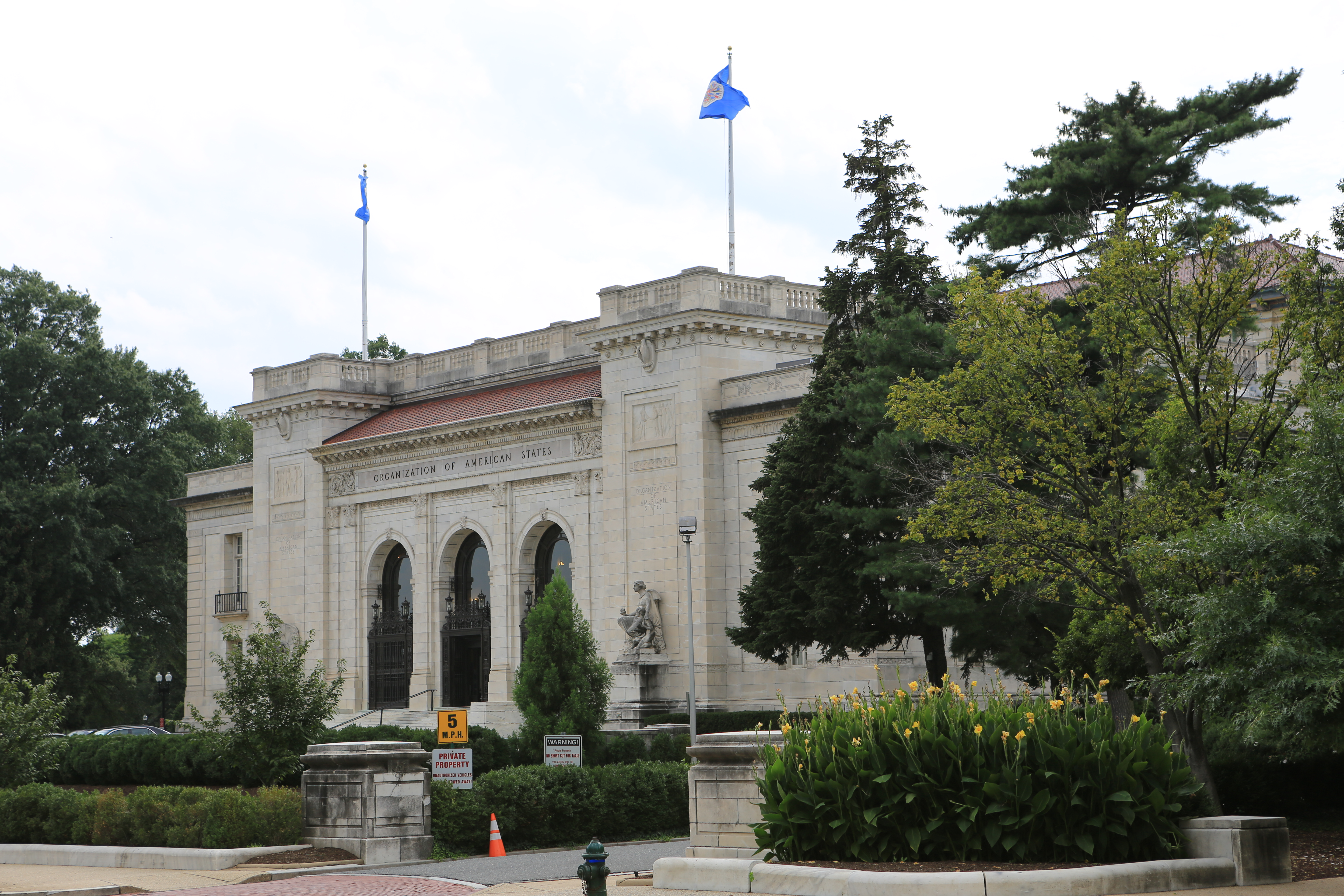
L'OEA siège dans l'édifice de la Pan American Union à Washington D.C.

Avec ses quatre langues officielles (l'anglais, l'espagnol, le portugais et le français), l'OEA reflète la diversité des peuples et des cultures de l'ensemble des Amériques. Des pays du monde entier ont le statut d'observateurs permanents et suivent de près les questions qui revêtent une importance vitale en Amérique ; ils fournissent souvent un appui financier important aux programmes de l'OEA.
Le Conseil permanent, composé d'ambassadeurs nommés par les États membres, tient des réunions régulières au siège de l'OEA à Washington pour orienter les politiques et actions continues. La présidence du Conseil permanent connaît une rotation tous les trois mois, selon l'ordre alphabétique du nom des pays en espagnol. Chaque État membre a une voix égale, et la plupart des décisions se prennent par consensus.
L'organisation est particulièrement respectée par les élites latino-américaines. Un ambassadeur latino-américain ou caribéen à l’OEA est l’un des diplomates les plus importants de son pays. Quant au secrétaire général, il exerce une influence certaine dans les débats politiques des pays membres. En revanche, l'organisation ne joue aucun rôle dans la politique intérieure des États-Unis et y est globalement inconnue, tant des élites politiques que de l'opinion publique.

### Organismes spécialisés
L'OEA dispose d'une Commission interaméricaine des droits de l'homme et d'une Cour interaméricaine des droits de l'homme.
On retrouve également, dans le cadre de l'OEA, plusieurs organismes spécialisés qui jouissent d'une autonomie considérable, notamment l'Organisation panaméricaine de la santé (OPS), basée à Washington, l'Institut interaméricain de l'enfance (IIN), dont le siège est à Montevideo (Uruguay) ; l'Institut interaméricain de coopération pour l'agriculture (IICA), à San José (Costa Rica), ainsi que l'Institut panaméricain de géographie et d'histoire (IPGH) et l'Institut interaméricain des affaires indigènes (III), tous deux siégeant à Mexico.

### Commission interaméricaine des femmes
Lors de la session de l'ICAS (International Conference of American States) en 1923 à Santiago, plusieurs milliers de femmes manifestent. Le délégué argentin fait alors voter une motion préconisant la participation de femmes dans les délégations nationales lors des sessions de l'ICAS. Toutefois, en 1928, aucune femme ne se trouve dans les délégations. Des féministes, comme en 1923, manifestent alors et demandent une audience durant la conférence. Un groupe de déléguées vient présenter un texte visant à une meilleure reconnaissance des femmes dans les États américains. Elles obtiennent aussi la création d'une commission composée de femmes, l'IACW (Inter-American Commission of Women), dont la mission est de travailler à améliorer les droits des femmes. De 1928 à 1938 cette Commission interaméricaine des femmes est indépendante de l'ICAS. En 1948, l'OAS (Organization of American States), nouvellement créée, en fait une commission intégrée,.

### Secrétaires généraux
| Secrétaire général         | Pays       | Période                        | Note                                |
| -------------------------- | ---------- | ------------------------------ | ----------------------------------- |
| Alberto Lleras Camargo     | Colombie   | 1948-1954                      |                                     |
| Carlos Dávila              | Chili      | 1954-1955                      | mort durant son mandat              |
| José Antonio Mora          | Uruguay    | 1956-1968                      |                                     |
| Galo Plaza Lasso           | Équateur   | 1968-1975                      |                                     |
| Alejandro Orfila           | Argentine  | 1975-1984                      |                                     |

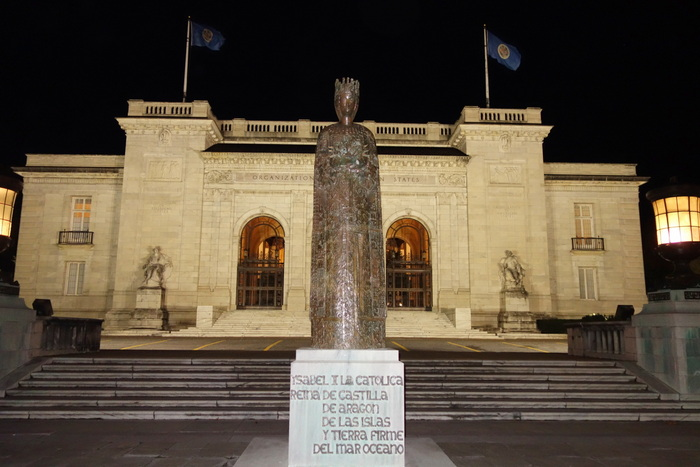
Statue d'Isabelle la Catholique devant le siège de L'OEA à Washington, D.C.

| João Clemente Baena Soares | Brésil     | 1984-1994                      |                                     |
| César Gaviria              | Colombie   | 1994-2004                      | réélu en 1999 pour un second mandat |
| Miguel Ángel Rodríguez     | Costa Rica | septembre 2004-15 octobre 2004 | a démissionné                       |
| Luigi R. Einaudi           | États-Unis | octobre 2004-26 mai 2005       | secrétaire par intérim              |
| José Miguel Insulza        | Chili      | 26 mai 2005-26 mai 2015        |                                     |
| Luis Almagro               | Uruguay    | 26 mai 2015-10 mars 2025       | réélu en 2020 pour un second mandat |
| Albert Ramdin              | Suriname   | 10 mars 2025                   |                                     |

## États membres

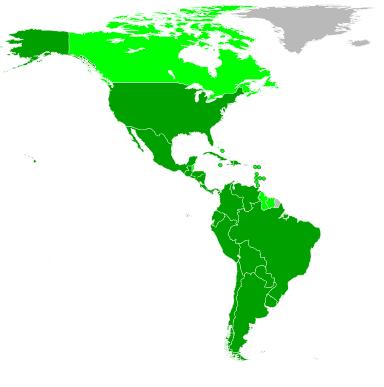
Pays membres, suspendus et non-membres
Légende :
•Vert foncé : Pays fondateurs
•Vert clair : Autres pays membres
•Gris : Pays non-membres

| - Antigua-et-Barbuda - Argentine - Bahamas - Barbade - Belize - Bolivie - Brésil - Canada - Chili - Colombie - Costa Rica - Cuba (1) - Dominique - Équateur - États-Unis - Grenade - Guatemala - Guyana | - Haïti - Honduras - Jamaïque - Mexique - Nicaragua - Panama - Paraguay - Pérou - République dominicaine - Saint-Christophe-et-Niévès - Sainte-Lucie - Saint-Vincent-et-les-Grenadines - Salvador - Suriname - Trinité-et-Tobago - Uruguay - Venezuela |

(1) Le 3 juin 2009, les ministres des Affaires étrangères des Amériques ont adopté la résolution AG/RES. 2438 (XXXIX-O/09) qui stipule que la résolution de 1962, excluant le gouvernement de Cuba de sa participation au sein du Système interaméricain, est nulle et non avenue de l'Organisation des États américains (OEA). La résolution de 2009 prévoit que la participation de la république de Cuba au sein de l'OEA sera le résultat d'un processus de dialogue entamé par la demande du gouvernement de Cuba et en conformité avec les pratiques, buts et principes de l'OEA.

### Cuba
Cuba faisait partie des États membres de l'OEA, mais à la suite d'un vote lors de la huitième consultation des ministres des Affaires étrangères, il a été exclu le 31 janvier 1962 sur demande du président John Kennedy. La raison de son exclusion est que l'établissement d'un système communiste était considéré comme incompatible avec le système inter-américain, car il brisait l'unité et la solidarité du continent. Les pays de l'OEA se voient également interdire de commercer et d'échanger avec l'ile.
Ces interdictions et sanctions ont été partiellement levées le 21 août 1975 par le président Gerald Ford. Cuba reste exclu de l'OEA, les États-Unis maintiennent leur embargo, mais ils laissent désormais aux autres pays de l'OEA la liberté d'échanger et de commercer avec Cuba. Depuis, plusieurs États se déclarent pour la réintégration totale de Cuba. C'est notamment le cas du Mexique qui a fait une demande en ce sens le 4 février 1998.
Le 3 juin 2009, l'Organisation des États américains a approuvé par acclamation une résolution privant d'effet la décision d'exclusion de la participation de Cuba au Système interaméricain. Le président brésilien Lula a accueilli cette décision comme « victoire du peuple latino-américain ». Toutefois Cuba refuse de réintégrer l'organisation.

### République dominicaine
En avril 1965, le président des États-Unis Lyndon Johnson fait envahir la République dominicaine pour y rétablir le pouvoir de la Junte militaire, alors contestée par des manifestations massives et l'entrée en rébellion de plusieurs casernes. Les combats provoquent 5 500 morts, majoritairement civils. La légitimité de l'invasion est contestée par plusieurs pays, la charte de l'OEA précisant que « Le territoire d'un État est inviolable. Il ne doit pas être l'objet, même temporairement, d'une occupation militaire ou d’autres mesures de force prises par un autre État, pour quelque raison que ce soit.» Sur pression du département d’État, le conseil de l'OEA décide l'organisation d'une « force armée collective chargée de favoriser le retour à la normale en République dominicaine » et deux semaines plus tard, les 35 000 soldats américains placent sur leurs uniformes un brassard « OEA » tandis que six pays (le Brésil, le Costa Rica, le Salvador, le Nicaragua, le Honduras et le Paraguay) envoient un détachement symbolique de quelques centaines de soldats.

### Honduras
Dans la nuit du 4 au 5 juillet 2009, l’OEA a suspendu le Honduras à la suite du coup d’État du 28 juin. Le pays a été réintégré le 1er juin 2011 à l'organisation.

### Venezuela
Faute d'une majorité des deux tiers nécessaire au déclenchement d'une procédure d'exclusion du Venezuela de l'OEA, le secrétaire général de l’organisation, Luis Almagro, parraine la création d'une coalition de gouvernements conservateurs, sous le nom de groupe de Lima, afin de trouver une solution à la crise au Venezuela. Il est par ailleurs l'un des rares responsables politiques latino-américain à soutenir l'idée d'une intervention militaire, évoquée par Donald Trump.
Le Venezuela est depuis 2019 représenté à l'OEA par le camp de l'opposant Juan Guaidó, qui s'était proclamé chef de l’État en janvier[réf. obsolète].